# 近卫夜间轰炸航空兵第46塔曼团
夜间轰炸航空兵第588团，又称夜襲魔女 （德文： Nachthexen; 俄文： Ночные ведьмы, Nochnye Vedmy）。此稱呼來自第二次世界大戰德軍，用以指稱蘇聯第588夜間轟炸機團的所有女飛行員。此飛行團完全由女性組成。因其進行夜間轟炸的攻勢，在夜空中的木質雙翼螺旋槳飛機的破空聲，像極了德國民間故事中的女巫騎著掃帚，故此得名。後於高加索戰役受到肯定，授予「近衛」殊榮，改稱之為，第46「塔曼」近衛夜間轟炸機飛行團。
後來，亦被稱為蘇聯空軍的近衛夜間轟炸航空兵第46塔曼團。儘管蘇聯最初禁止女性參加戰鬥，但蘇聯共產黨總書記兼人民委員會主席約瑟夫·斯大林在瑪林娜·米哈伊洛芙娜·拉斯科娃的勸說後，於1941年10月8日發布命令，部署包括588軍團在內的三個女性空軍部隊。可是，只有此飛行軍團，維持全員女性直到解放柏林。该團由玛林娜·米哈伊洛芙娜·拉斯科娃少校组建，由耶夫多卡·波斯安斯卡娅指挥，成员为二十岁前后的女性志愿者。

## 概要
在第二次世界大戰期間，她們駕駛老式的玻-2飛機，組成全員女性的夜間轟炸機團，包含飛行員、導航員、機械師和行政官員。她們的任務是騷擾入侵蘇聯的德國軍隊，對於敵後的反抗軍投送物資。
她們使用過時的雙翼飛機飛行，並投下炸彈，或是當沒有炸彈時，將枕木丟向德國人。她們在黑暗中飛行，有時每晚要執行十二個任務。在抵達上空後會將引擎關掉，以滑翔方式接近，以免觸發德軍火網。她們因此與傳說中的女巫重合，從她們的敵人那裏得到夜袭魔女的稱號。

## 成员
- 娜杰日达·瓦西里耶芙娜·波波娃

## 外部連結
上空にあらわれるナイトウィッチ （页面存档备份，存于）